# Коммуна имени Ленина
Комму́на и́мени Ле́нина — хутор в Октябрьском районе Ростовской области.
Входит в состав Мокрологского сельского поселения.

## География
Хутор находится у реки Сухой Керчик.

## Население
| 2010 |
| ---- |
| 2    |

## Улицы
На хуторе имеется одна улица — Фермерская.

## Инфраструктура
Личное подсобное хозяйство.